# Islip, New York
Islip är en kommun i Suffolk County i delstaten New York, USA.